# Гіпоброміт натрію
Гіпоброміт натрію — неорганічна сполука з хімічною формулою  {\displaystyle {\ce {NaOBr}}}. Це натрієва сіль бромноватої кислоти. Вона складається з катіонів натрію {\displaystyle {\ce {Na+}}}  і гіпоброміт -аніонів {\displaystyle {\ce {OBR-}}}. Зазвичай її отримують у вигляді пентагідрату, тому сполука, яку зазвичай називають гіпобромітом натрію має формулу {\displaystyle {\ce {NaBrO.5H2O}}}.

## Властивості
Гіпоброміт натрію це жовто-помаранчева тверда водорозчинна речовина. Вона має моноклінну кристалічну структуру з довжиною зв’язку Br–O 1,820 Å.  Гіпоброміт є бромним аналогом гіпохлориту натрію, активного інгредієнта відбілювача. На практиці найчастіше сіль можна зустріти у вигляді водного розчину.
Стійкий за температури нижче -20°С. При 0°С розкладається за кілька днів.
Диспропорціонує під час зберігання:
{\displaystyle {\ce {3NaBrO -> 2NaBr + NaBrO3}}}

## Отримання
Гіпоброміт натрію отримують обробкою водного розчину брому основою: 
{\displaystyle {\ce {Br2 + 2NaOH -> NaBr + NaOBr + H2O}}} 
Речовину можна приготувати in situ для використання як реагент, як наприклад, у синтезі 3-амінопіридину з нікотинаміду (перегрупування Гофмана).